# فیلیپ پوآسونیه
فیلیپ پوآسونیه (فرانسوی: Philippe Poissonnier‎؛ زادهٔ ۷ ژوئن ۱۹۵۱) دوچرخه‌سوار اهل فرانسه است.